# Company – Das Gesetz der Macht
Company – Das Gesetz des Macht (Hindi: कंपनी, kampanī) ist ein indischer Hindi-sprachiger Mafia-Film aus dem Jahr 2002. Wegen seiner Thematik wird er oft mit Francis Ford Coppolas Der Pate verglichen. Die Hauptrollen spielten Ajay Devgan und als Debütant Vivek Oberoi, sowie in Nebenrollen Mohanlal, Manisha Koirala und Antara Mali. Regie führte Ram Gopal Varma.

## Handlung
Der alte Aslam Ali ist der Chef einer gleichnamigen kriminellen Gang in Mumbai. Als er den gerissenen Malik engagiert, macht die Gang zunehmend mehr und bessere Geschäfte, was Personalnot hervorruft. Malik rekrutiert als neue Gangmitglieder den hitzköpfigen, aber talentierten Chandu und seine Freunde Warsi, Akram, Krishnan, Kaude Singh und Pappu. Chandu, der mit seiner Mutter in einem Slum lebt, erledigt seine Aufträge gewissenhaft und als er bei einer Schutzgelderpressung mittels des Einsatzes von Gewalt doppelt so viel Geld wie erwartet herausholt, steigt sein Ansehen deutlich bei Malik und anderen Mitgliedern der Organisation, was auch Malik Lorbeeren und das Lob Aslam Alis einbringt. Said, wie Malik ein weiterer mittlerer Führungskader der Gang, erkennt, dass Aslam Malik bevorzugt und plant seine Ermordung, doch Malik handelt schneller und tötet ihn und seinen Bruder Anis. Malik und Chandu töten den Rest von Saids Vertrauen innerhalb der Organisation. Malik setzt Aslam Ali ab und übernimmt die Führung der Gang. In den nächsten 48 Stunden bringt Malik durch Blutvergießen, Geldzahlungen und Vereinbarungen die anderen Gangs von Mumbai unter seine Kontrolle. Dies bleibt der Polizei von Mumbai unter Führung von Polizeihauptkommissar Srinivasan nicht verborgen.
Maliks steiler Aufstieg bleibt auch für Chandu nicht ohne Folgen. Als dessen rechte Hand entkommt er dem Leben in Slum und verlobt sich mit der hübschen Kannu, der Schwester seines Freundes und Gangmitglieds Pappu, die er wenig später heiratet. Akram, einer von Maliks Freunden, bringt es zum Filmproduzenten. An einem Drehtag für den Film entgeht Malik knapp einem Mordanschlag; bei der Schießerei im Studio kommen zwei Menschen zu Tode, was die indische Filmbranche wegen der langen bestehenden Vorwürfe des Kontakts zur Mafia in eine tiefe Krise stürzt. Polizeihauptkommissar Srinivasan gelingt vor Malik des Attentäters habhaft zu werden. er lässt Surti in seine Gewalt zu bringen. Er lässt ihn foltern, um Surti als Kronzeugen zu gewinnen, doch Surti weigert sich. Daraufhin lässt Srinivasan ihn wieder frei, woraufhin Surti wenig später einem Attentat von Maliks Gang zum Opfer fällt. 
Srinivasan bringt mit Gadgil einen potenziellen neuen Kronzeugen in seine Gewalt, der Surti die Information gab, wo Malik zu finden war. Gadgil kooperiert notgedrungen und Srinivasan lässt eine Razzia zur Festnahme von Malik und Chandu organisieren, doch werden diese rechtzeitig von einem Verräter in den reihen der Polizei gewarnt. Die Führungsriege der Gang aus Malik, seiner Freundin Saroja, Chandu und dessen Frau, sowie weitere höhere Mitglieder wie Yadav und der Priester Vilas fliehen nach Hongkong. Trotz der fehlgeschlagenen Festnahme ist Srinivasan zufrieden, weil Malik nun außer Landes ist, im Glauben, dass ohne Malik die Unterwanderung Mumbais durch die Mafia zurückgehen wird.
Diese Annahme Srinivasans erweist sich jedoch als Trugschluss, denn Malik hat sich bereits auf ein solches Szenario vorbereitet. Aus der Ferne delegieren sie über das Telefon ihre kriminellen Aktivitäten mit den lokalen Gangmitgliedern. Durch Scheinattentate verbreitet Malik in der Geschäftswelt von Mumbai soviel Angst, dass viele Geschäftsleute bereit sind für ihre Sicherheit größere Beträge bereitzustellen. Zugleich unterwandert die Gang durch Korruption die Politik, Polizei und Presse. Srinivasan seinerseits versucht alles, um dem etwas entgegenzusetzen. Es kommt zu vielen Festnahmen, doch letztlich findet er kein Mittel gegen die sich ausbreitende Krankheit der Mafia. Die Presse gibt der Gruppe den Namen "Company".
Malik legt den Schwerpunkt seiner Arbeit auf internationale Kontakte zu anderen Gangs, während er das Geschäft in Mumbai Chandu überlässt. Yadav und der Priester kritisieren dies, da sie fürchten, dass Chandu im Schatten von Malik eine Machtfülle erlangt, wie einst Malik gegenüber Aslam Ali. Daraufhin installiert Malik als zweiten Kopf der Gang in Mumbai Krishan, ein Mitglied von Chandus Freunden, die einst zusammen in die Gang kamen. Dies wiederum erregt den Zorn von Warsi, der ebenfalls zu der Gruppe gehört, und sich zurückgesetzt fühlt. In Anwesenheit anderer Gangmitglieder hält Warsi eine Schimpftirade gegen Malik und rebelliert offen. Das Gespräch wird jedoch aufgezeichnet und Malik und Chandu zugespielt, woraufhin Malik Warsi ermorden lässt, um in der Gang seine Autorität auf brutale Weise deutlich zu machen. Für Chandu ist Warsis Tod ein Einschnitt in sein Vertrauen in Malik.
Chandu trifft in der Schweiz den Politiker Rabate, der ihm den Auftrag erteilt seinen Parteigenossen, den indischen Finanzminister Patil zu ermorden. Die Gang beschließt Patil mittels eines inszenierten Verkehrsunfalls zu ermorden. Als das Attentat erfolgen soll, steigen jedoch Patils Kinder in den Wagen des Vaters ein. Chandu hat Gewissensbisse auch die Kinder zu ermorden und versucht Malik von dem Anschlag abzubringen. Al Malik nicht darauf eingeht, befiehlt Chandu das Attentat nicht durchzuführen, doch Malik interveniert. Der Minister und seine Kinder kommen wie geplant ums Leben. Rabate wird neuer Finanzminister.
Chandu muss sich vor Malik, Yadav und dem Priester rechtfertigen und bricht schließlich mit der Company. Er und seine Frau Kannu kehren in ihr Haus zurück. Yadav plädiert vor Malik, dem Priester und Maliks Partnerin Saroja dafür, Chandu ermorden zu lassen. Als Saroja sich dagegen ausspricht, schickt Malik sie raus. Kurz darauf erhält Chandus Frau einen Anruf von Saroja, die sie warnt, dass Malik jemanden schicke, um sie beide umzubringen. Was Saroja nicht mitbekommen hat, ist, dass der Priester sich gegen den Plan ausgesprochen hat und Chandu holen will, damit er sich bei Malik entschuldigt. Als Kannu aufgeregt Chandu von Sarojas Anruf erzählt und kurz darauf der Priester auftaucht, erschießt ihn Chandu im Affekt. Er meldet sich bei Malik und schwört, dass er als Antwort auf den vermeintlichen Mordanschlag Malik und die Company vernichten werde. Chandu und seine Frau Kannu fliehen nach Kenia, wo sie untertauchen. Auf Drängen von Chandu kehrt Kannu schließlich nach Mumbai zurück, da sie zusammen in größerer Gefahr seien. 
In Mumbai löst das Zerwürfnis zwischen Malik und Chandu schwere Erschütterungen aus. Die Company wird in zwei Teile gespalten und beide Gruppen konkurrieren nun um Aufträge und ihre Klienten, während sie gleichzeitig versuchen der anderen Seite aktiven Schaden zuzufügen. So versucht etwa Malik seinen Freund, den Schauspieler Navid Khan dazu zu bringen, nicht in Akrams neuesten Film mitzuspielen, der loyal zu Chandu steht. Akram wiederum droht Khan mit seiner Ermordung. Malik greift ein und lässt Akram ermorden, woraufhin Chandu einen Gegenmord durchführt. Malik seinerseits rächt diesen Mord mit einem weiteren und Chandu zieht nach. Die Gewaltspirale ist in Gang gesetzt und dreht sich immer schneller. Während sich ein Mord an den nächsten reiht und sich beide Gruppen zu vernichten versuchen, werden sie gleichzeitig auch von der Polizei in die Zange genommen. Der unfreiwillig pensionierte Aslam Ali scheitert daran Malik dazu zu bringen aus dem Gewaltkreislauf auszubrechen. Vielmehr will Malik den Krieg zu Ende bringen, indem er in Kenia ein Attentat auf Chandu ausführen lässt, dass dieser nur knapp überlebt. Chandu befiehlt seiner rechten Hand Kaude Malik umzubringen.
In Mumbai begegnen sich Maliks Partnerin Saroja und Chandus Ehefrau Kannu. Als Kannu vom Mordanschlag auf ihren Mann hört, bittet sie Soraja um ein Treffen mit Malik in Hongkong und darum, dass er ihren Mann am Leben lässt. Es kommt zu dem Treffen, doch Malik lässt sich nicht erweichen und hält an seinem Entschluss fest, Chandu zu ermorden. Verzweifelt zückt Kannu eine Waffe und droht Malik zu töten; doch wird ihr von Yadav tödlich in den Kopf geschossen. In Kenia – mit dem Indien kein Auslieferungsabkommen hat – bekommt Chandu Besuch von Polizeihauptkommissar Srinivasan, der ihn versucht dazu zu bewegen, der Kriminalität zu entsagen. Chandu erfährt von Kannus Ermordung in Hongkong und bricht emotional unter dem Tod seiner Frau zusammen. Srinivasans unterbreitet ihm Angebot an, mit ihm nach Indien zurückzukehren, um dort mit der Polizei zusammen die Company zu zerschlagen. In Hongkong erfährt Malik von Saroja, dass Chandu irrtümlich glaubte, dass Malik ihn umbringen wollte. Auch Malik will den Mafiakrieg nun beenden, als er die Nachricht erfährt, dass Chandu mit Srinivasan nach Indien zurückgekehrt ist. 
Chandus Rückkehr nach Indien versetzt die Kombattanten der Mafia in Angst und Schrecken, da Chandu nun die Namen jener Leute preisgeben soll, die gemeinsame Sache mit der Mafia machen. Chandu erhält im Gefängnis Besuch von Minister Rabate, der einst durch den Auftragsmord an Minister Patil zu seinen Posten kam. Chandu greift eine von Rabates Wachen an und erschießt Rabate mit dessen Dienstwaffe. Chandu erklärt den Mord damit, dass er keine andere Möglichkeit gehabt habe, um Rabate seiner gerechten Strafe zuzuführen. Chandu wird in einen Hochsicherheitstrakt verlegt. Auf Bitten Chandus kommt es zu einem Telefonat mit Malik, wo beide einander um Verzeihung bitten. Wenig später wird Malik jedoch in Hongkong von Kaude Singh ermordet, der Chandus letzten Befehl vor dessen Festnahme ausgeführt hat, den Chandu nicht mehr zurücknehmen konnte.
Im Nachfolgenden wird das weitere Schicksal der Überlebenden erzählt:
Chandu verbringt den Rest seines Lebens hinter Gittern. Vier Jahre nach Beginn seiner Haft stirbt seine Mutter an einem Herzinfarkt. Nach Maliks Tod versucht Yadav die Company zu übernehmen, doch sie zerfällt die Company und Yadav wird lediglich zum Boss einer kleinen Gruppe in Bangkok. Saroja bleibt in Hongkong, wo sie eine erfolgreiche Boutique für indische Kleider eröffnet. Im Laufe der Jahre macht der indische Staat Srinivasan zum Chef der Polizeiakademie. Gerüchten nach schreibt er an einem Buch über seinen Kampf gegen die indische Mafia. Der Buchtitel soll angeblich "Company" lauten. 

## Hintergrund
Regisseur Ram Gopal Varma hat sich für seinen Film teilweise an wahren Begebenheiten orientiert und sich mit Kriminellen unterhalten, wie die Unterwelt „funktioniert“. Während dieser Zeit ereignete sich gerade ein Streit innerhalb zweier Bandenchefs, was ihm die Idee für „Company“ gab. Bei seinen Recherchen fand Varma einige Dinge heraus, die er nicht in einen Film einbauen konnte. Das betraf insbesondere die polizeiliche Ermittlungsarbeit und Vorgehensweisen, die nicht für die Öffentlichkeit freigegeben wurde.
Varma befasste sich mit der „Besessenheit der kriminellen Psyche“ und erkannte, dass „die menschliche Natur überall gleich ist“. So fand er eine starke Ähnlichkeit bei den Rivalitäten zwischen Kriminellen und denen zwischen Politikern.
Die Dreharbeiten für das Projekt fanden in den Slums von Mumbai, Mombasa, Nairobi, Hongkong und der Schweiz statt. Die Prologszene des Films, in der Adler über die Stadt fliegen, war die letzte Szene, die gedreht werden sollte. Varma bat seinen Kameramann, ein paar Aufnahmen von der Stadt zu machen, um sie als Einfügungen zu verwenden. Während er filmte, flogen zufällig die Adler. Varma erinnerte dies an die Eröffnungsszene von Mackenna’s Gold, was in ihm den Wunsch weckte, es irgendwie in den Film einzubauen, um etwas Dramatik zu erzeugen.

## Besetzung
Die Rolle des Malik wurde zuerst Manoj Bajpayee angeboten, der sie aufgrund von Terminproblemen ablehnte. Die Rolle ging schließlich an Ajay Devgn. Die Besetzung von Vivek Oberoi als Chandu wurde von seinem Vater Suresh Oberoi angeregt, doch Varma empfand Vivek Oberoi für die Rolle als Gangster viel zu gut aussehend. So arbeitete Oberoi daran, dies zu ändern, schlief 15 Tage in den Slums auf dem Boden, rieb Öle und Cremes auf seinen Körper und nahm täglich ein Sonnenbad, um für die Rolle dunkler auszusehen. Am Tag seines Treffens mit Varma trug er etwas Schlamm auf sein Gesicht auf und wurde schließlich für seine Debütrolle als Chandu ausgewählt. Manisha Koirala wurde als Saroja besetzt, eine Rolle, die Varma als sehr „atmosphärisch“ bezeichnete.
Isha Koppikar hat einen Auftritt als Item-Girl in dem Lied Khallas, das ihr in der Filmbranche zum Durchbruch verhalf.

## Kritiken
idlebrain.com schrieb: „Die Geschichte zweier Männer in der Unterwelt, einer ein erfahrener Mann, der bereit ist, die Matle zu übernehmen, der andere beginnt, Wellen zu schlagen.“ „Dann driften die beiden auseinander.“ „Dies ist ein Film, den Sie mögen werden, wenn Sie Ihre Filme dunkel oder sogar deprimierend mögen. Es ist die Art der Kost des neuen Jahrhunderts, die Ihnen sagt, dass Sie ein Kino mit gedämpften Farben, schnüffelnden Kamerawinkeln und fast ungebrochener Spannung begrüßen sollen. Es ist ein düsterer Film, der in gestelzten Rahmen lebt, der von Silhouetten lebt. “
Jyoti Shukla wertet für rediff.com: „Es ist ein rasanter Film, der von brillanten Darbietungen getragen wird.“ „Die erste Hälfte des Films wirkt wie eine Medienkampagne zum Einstieg ins Unternehmen , also in die Unterwelt: Join the Company, have fun. Machen Sie schmutzige Geschäfte und haben Sie ein gutes Leben.“ Doch am Ende steht die Botschaft: „Kriminalität zahlt sich nicht aus.“

## Auszeichnungen
Der Film gewann bei den 48. Filmfare Awards gewann Company sechs Preise: den besten Nebendarsteller und das beste männliche Debüt für Oberoi; Critics Award als bester Schauspieler für Devgn und Critics Award als beste Schauspielerin für Koirala; und die beste Geschichte und den besten Dialog für Sahni. Bei den 4. IIFA Awards gewann der Film vier Auszeichnungen: Bester Nebendarsteller für Mohanlal; Beste Geschichte für Jaideep Sahni; Bester Schnitt für Chandan Arora und Beste Action für Allan Amin.